# لوروا أباندا
لوروا أباندا (بالفرنسية: Leroy Abanda Mfomo)‏ هو لاعب كرة قدم فرنسي في مركز الوسط، ولد في 7 يونيو 2000 في لو بلانك ميسنيل في فرنسا. لعب مع إيه سي ميلان.